# Iris macrosiphon
Iris macrosiphon , comúnmente denominada iris tazón de tubo, iris de tierra y iris largo entubado ,   es una especie de planta Angiosperma de la familia del lirio, endémica de California (Estados Unidos) en las estribaciones de la cordillera de las Cascadas, en las estribaciones norte y central de la Sierra Nevada, en la cordillera interior de la costa norte y en la zona de la bahía de San Francisco, donde se encuentra en pastizales soleados, praderas y bosques abiertos.
Las hojas son muy delgadas, 2,5-5 mm de ancho, y de color verde azulado. La flor es variable, de amarillo dorado a crema o de lavanda pálida a azul-púrpura profundo, generalmente con venas más oscuras. Los tallos de las flores suelen ser cortos (menos de 25 cm) cuando están al sol y llevan 2 flores. Florece en primavera.

## Usos
Usado como fuente de fibra por los nativos americanos. La fibra se usaba para redes de pesca, trampas para ciervos y otros artículos.
También es cultivada como planta ornamental, donde prefiere un período de dormancia de verano seco, con buen drenaje.